# Yuzawa (Akita)
Yuzawa (湯沢市 Yuzawa-shi?) es una ciudad localizada en la prefectura de Akita, Japón. En octubre de 2018 tenía una población de 43.886 habitantes y una densidad de población de 55,5 personas por km². Su área total es de 790,91 km².

## Geografía

### Municipios circundantes
- Prefectura de Akita
  - Yurihonjō
  - Yokote
  - Ugo
  - Higashinaruse
- Prefectura de Yamagata
  - Shinjō
  - Mogami
  - Kaneyama
  - Mamurogawa
- Prefectura de Miyagi
  - Kurihara
  - Ōsaki

## Demografía
Según datos del censo japonés, la población de Yuzawa ha disminuido en los últimos años.
| Año del censo | Población |
| ------------- | --------- |
| 1995          | 61.169    |
| 2000          | 58.504    |
| 2005          | 55.290    |
| 2010          | 50.849    |
| 2015          | 46.613    |

## Personajes de fama
- Ono no Komachi (小野 小町, おの の こまち, aproximadamente 825 – 900 d. C.) - Fue una poetisa de waka del período Heian.